# 500 miles d'Indianapolis 1937
Les 500 miles d'Indianapolis 1937, courus sur l'Indianapolis Motor Speedway et organisés le lundi 31 mai 1937, ont été remportés par le pilote américain Wilbur Shaw sur une Shaw-Offenhauser.

## Grille de départ
| Ligne | Intérieur          | Centre        | Extérieur        |
| 1     | Bill Cummings      | Wilbur Shaw   | Herb Ardinger    |
| 2     | Billy Winn         | Louis Meyer   | Ralph Hepburn    |
| 3     | Tony Gulotta (en)  | Mauri Rose    | Chet Gardner     |
| 4     | Ronney Householder | Deacon Litz   | George Connor    |
| 5     | Chet Miller        | Billy Devore  | Frank Brisko     |
| 6     | Cliff Bergere      | Floyd Roberts | Louis Tomei      |
| 7     | Jimmy Snyder       | Kelly Petillo | Bob Swanson      |
| 8     | Harry McQuinn      | Rex Mays      | Floyd Davis (en) |
| 9     | Shorty Cantlon     | Al Miller     | Tony Willman     |
| 10    | George Bailey      | Ken Fowler    | Russ Snowberger  |
| 11    | Babe Stapp         | Ted Horn      | Frank Wearne     |

La pole a été réalisée par Bill Cummings à la moyenne de 198,501 km/h. Le meilleur temps des qualifications est à mettre à l'actif de Jimmy Snyder à la moyenne de 201,630 km/h.

## Classement final
| no | Pilote             | Voiture                | Tours | Temps/Abandon    |
| 1  | Wilbur Shaw        | Shaw-Offenhauser       | 200   |                  |
| 2  | Ralph Hepburn      | Stevens-Offenhauser    | 200   |                  |
| 3  | Ted Horn           | Wetteroth-Miller       | 200   |                  |
| 4  | Louis Meyer        | Miller                 | 200   |                  |
| 5  | Cliff Bergere      | Stevens-Offenhauser    | 200   |                  |
| 6  | Bill Cummings      | Miller-Offenhauser     | 200   |                  |
| 7  | Billy Devore       | Stevens-Miller         | 200   |                  |
| 8  | Tony Gulotta (en)  | Rigling-Offenhauser    | 200   |                  |
| 9  | George Connor      | Adams-Miller           | 200   |                  |
| 10 | Louis Tomei        | Rigling-Studebaker     | 200   |                  |
| 11 | Chet Gardner       | Duesenberg-Offenhauser | 199   |                  |
| 12 | Ronney Householder | Viglioni-Miller        | 194   |                  |
| 13 | Floyd Roberts      | Miller                 | 194   |                  |
| 14 | Deacon Litz        | Miller                 | 191   | panne d'essence  |
| 15 | Floyd Davis (en)   | Snowberger-Miller      | 190   | accident         |
| 16 | Shorty Cantlon     | Weil-Miller            | 182   |                  |
| 17 | Al Miller          | Snowberger-Miller      | 170   | carburateur      |
| 18 | Mauri Rose         | Miller-Offenhauser     | 127   | fuite d'huile    |
| 19 | Ken Fowler         | Wetteroth-McDowell     | 116   | accident         |
| 20 | Kelly Petillo      | Wetteroth-Offenhauser  | 109   | panne d'essence  |
| 21 | George Bailey      | Stevens-Miller         | 107   | embrayage        |
| 22 | Herb Ardinger      | Welch-Offenhauser      | 106   | mécanique        |
| 23 | Frank Brisko       | Stevens-Brisko         | 105   | pression d'huile |
| 24 | Frank Wearne       | Stevens-Miller         | 99    | carburateur      |
| 25 | Tony Willman       | Miller                 | 95    | mécanique        |
| 26 | Billy Winn         | Miller                 | 85    | fuite d'huile    |
| 27 | Russ Snowberger    | Snowberger-Packard     | 66    | embrayage        |
| 28 | Bob Swanson        | Adams-Sparks           | 52    | carburateur      |
| 29 | Harry McQuinn      | Stevens-Miller         | 47    | moteur           |
| 30 | Chet Miller        | Summers-Miller         | 36    | allumage         |
| 31 | Babe Stapp         | Maserati               | 36    | embrayage        |
| 32 | Jimmy Snyder       | Adams-Sparks           | 27    | transmission     |
| 33 | Rex Mays           | Alfa Romeo             | 24    | surchauffe       |

## Sources
- (en) Résultats complets sur le site officiel de l'Indy 500